# Девушка с флейтой
«Девушка с флейтой» (нидерл. Meisje met de fluit) — картина, написанная предположительно в 1669—1675 годах. Хранится в Национальной галерее искусства в Вашингтоне. С 1942 года авторство картины атрибутируют с мастерской Яна Вермеера, при этом, согласно Рейксмузеуму в Амстердаме, это работа, выполненная самим Вермеером. По мнению ряда исследователей, картина была начата Яном Вермеером, а окончена его неизвестным последователем.

## Описание
Вопрос о том, можно ли приписать эту картину Яну Вермееру, является спорным. Композиция напоминает картину «Женщина в красной шляпе», также написанную на деревянной панели в тот же период. Сине-зелёный жакет с меховой отделкой также носят модели на картинах Вермеера «Женщина с весами» и «Концерт», а в описи имущества Вермеера в 1676 году он фигурирует как «старый зеленый плащ с белым меховым кружевом». Как и в картинах «Девушка в красной шляпе» и «Девушка с жемчужной сережкой», изображенная девушка носит стеклянные лакированные серьги-капли. Однако, по мнению Национальной галереи искусств, качество картины не соответствует уровню Вермеера. Дальнейшие сравнительные исследования в 2022 году показали, что работа принадлежит не Вермееру, а предположительно кому-то, кто работал в его мастерской, сообщает музей. Решающее значение имело использование старых или более плохих кистей, а также иной порядок и использование пигментов. В конце 2022 года Рейксмузеум настаивал на том, что картина была написана Вермеером.
Картина выполнена в жанре трони, исследовании поразительного лица или выражения лица. Это был популярный жанр в живописи голландского Золотого века. Троны широко производились для открытого рынка, а не для конкретных заказчиков. В отличие от портретов, модели всегда были анонимны. Они часто носили экзотическую одежду, как, например, на картине «Женщина в красной шляпе», на которой модель изображена в китайской шляпке.

### Год создания
В 2022 году исследовательская группа Национальной галереи искусств пришла к выводу, что картина была создана примерно в 1669—1675 годах, на несколько лет позже, чем предполагалось ранее.

## Атрибуция
Атрибуция картины подвергалась сомнению с 1942 года, хотя до 2022 года ее, как правило, осторожно приписывали Вермееру. В октябре 2022 года Национальная галерея искусств объявила, что ее команда реставраторов, кураторов и ученых исследовала картину с помощью микроскопического анализа пигментов и передовых технологий визуализации и пришла к выводу, что работа не была написана Вермеером. В прошлом были подозрения, что Вермеер мог начать работу, но другой художник закончил ее; однако команда ученых Национальной галереи искусств пришла к выводу, основываясь на «фатальных недостатках» в исполнении, которые они обнаружили в каждом слое и на каждом этапе картины, что Вермеер не имел никакого отношения к ее написанию.

## Провенанс
Картина принадлежала семье Питера ван Рюйвена и была выставлена на аукционе «Dissius auction» в Амстердаме в 1696 году. Работа, вероятно, была одним из трёх экспонатов трони с аукционными номерами 38, 39 и 40. В XIX веке картина принадлежала семье Брабант Ван Сон. В 1906 году картина была обнаружена в коллекции Де Греза в Брюсселе Абрахамом Бредиусом, директором Маурицхёйса, который идентифицировал ее как работу Вермеера. В 1916 году картина была продана голландскому коллекционеру Августу Янссену, который умер в 1918 году. После его смерти картина некоторое время выставлялась публично, а затем в 1921 году была продана нью-йоркскому арт-дилерскому агентству Knoedler. В 1923 году картину купил американский коллекционер Джозеф Уайденер. В 1939 году Уаиденер передал свою обширную и ценную художественную коллекцию в дар Национальной галерее искусств. Среди картин этой коллекции была и «Девушка с флейтой».